# Dunc McCallum Memorial Trophy
Die Dunc McCallum Memorial Trophy ist eine Eishockeytrophäe, die von der Western Hockey League (WHL) jährlich an den besten Cheftrainer der WHL verliehen wird. Die Auszeichnung wurde erstmals in der Saison 1968/69 vergeben. Die Trophäe ist nach Dunc McCallum benannt, einem ehemaligen Trainer der Brandon Wheat Kings, der von 1976 bis 1981 Trainer des Teams war.

## Gewinner
Erläuterungen: Farblich unterlegte Trainer haben im selben Jahr den Brian Kilrea Coach of the Year Award gewonnen.
| Jahr    | Trainer                                     | Team                                   |
| ------- | ------------------------------------------- | -------------------------------------- |
| 2024/25 | James Patrick                               | Victoria Royals                        |
| 2023/24 | Mark Lamb                                   | Prince George Cougars                  |
| 2022/23 | Brennan Sonne                               | Saskatoon Blades                       |
| 2021/22 | James Patrick                               | Winnipeg Ice                           |
| 2020/21 | nicht vergeben                              | nicht vergeben                         |
| 2019/20 | Brad Lauer                                  | Edmonton Oil Kings                     |
| 2018/19 | Marc Habscheid                              | Prince Albert Raiders                  |
| 2017/18 | Emanuel Viveiros                            | Swift Current Broncos                  |
| 2016/17 | John Paddock                                | Regina Pats                            |
| 2015/16 | Dave Lowry                                  | Victoria Royals                        |
| 2014/15 | John Paddock                                | Regina Pats                            |
| 2013/14 | Dave Lowry                                  | Victoria Royals                        |
| 2012/13 | Ryan McGill                                 | Kootenay Ice                           |
| 2011/12 | Jim Hiller                                  | Tri-City Americans                     |
| 2010/11 | Don Nachbaur                                | Spokane Chiefs                         |
| 2009/10 | Mark Holick                                 | Kootenay Ice                           |
| 2008/09 | Don Hay                                     | Vancouver Giants                       |
| 2007/08 | Don Nachbaur                                | Tri-City Americans                     |
| 2006/07 | Cory Clouston                               | Kootenay Ice                           |
| 2005/06 | Willie Desjardins                           | Medicine Hat Tigers                    |
| 2004/05 | Cory Clouston                               | Kootenay Ice                           |
| 2003/04 | Kevin Constantine                           | Everett Silvertips                     |
| 2002/03 | Marc Habscheid                              | Kelowna Rockets                        |
| 2001/02 | Bob Lowes                                   | Regina Pats                            |
| 2000/01 | Brent Sutter                                | Red Deer Rebels                        |
| 1999/00 | Todd McLellan                               | Swift Current Broncos                  |
| 1998/99 | Don Hay                                     | Tri-City Americans                     |
| 1997/98 | Dean Clark                                  | Calgary Hitmen                         |
| 1996/97 | Brent Peterson                              | Portland Winter Hawks                  |
| 1995/96 | Bob Lowes                                   | Brandon Wheat Kings                    |
| 1994/95 | Don Nachbaur                                | Seattle Thunderbirds                   |
| 1993/94 | Lorne Molleken                              | Saskatoon Blades                       |
| 1992/93 | Marcel Comeau                               | Tacoma Rockets                         |
| 1991/92 | Bryan Maxwell                               | Spokane Chiefs                         |
| 1990/91 | Tom Renney                                  | Kamloops Blazers                       |
| 1989/90 | Ken Hitchcock                               | Kamloops Blazers                       |
| 1988/89 | Ron Kennedy                                 | Medicine Hat Tigers                    |
| 1987/88 | Marcel Comeau                               | Saskatoon Blades                       |
| 1986/87 | Ken Hitchcock (Westen) Graham James (Osten) | Kamloops Blazers Swift Current Broncos |
| 1985/86 | Terry Simpson                               | Prince Albert Raiders                  |
| 1984/85 | Doug Sauter                                 | Medicine Hat Tigers                    |
| 1983/84 | Terry Simpson                               | Prince Albert Raiders                  |
| 1982/83 | Daryl Lubiniecki                            | Saskatoon Blades                       |
| 1981/82 | Jack Sangster                               | Seattle Breakers                       |
| 1980/81 | Ken Hodge                                   | Portland Winter Hawks                  |
| 1979/80 | Doug Sauter                                 | Calgary Wranglers                      |
| 1978/79 | Dunc McCallum                               | Brandon Wheat Kings                    |
| 1977/78 | Dave King Jack Shupe                        | Billings Bighorns Victoria Cougars     |
| 1976/77 | Dunc McCallum                               | Brandon Wheat Kings                    |
| 1975/76 | Ernie McLean                                | New Westminster Bruins                 |
| 1974/75 | Pat Ginnell                                 | Victoria Cougars                       |
| 1973/74 | Stan Dunn                                   | Swift Current Broncos                  |
| 1972/73 | Pat Ginnell                                 | Flin Flon Bombers                      |
| 1971/72 | Earl Ingarfield                             | Regina Pats                            |
| 1970/71 | Pat Ginnell                                 | Flin Flon Bombers                      |
| 1969/70 | Pat Ginnell                                 | Flin Flon Bombers                      |
| 1968/69 | Scotty Munro                                | Calgary Centennials                    |